# Василенко Віктор Леонідович
Ві́ктор Леоні́дович Василе́нко (*31 березня 1947 — †2008) — український кінорежисер і сценарист, Заслужений діяч мистецтв України.

## Біографія
Народився 31 березня 1947 року в Києві. 
З 1970 по 1974 рік — працював на Студії науково-популярних фільмів. З 1974 по 1978 — на телебаченні.
У 1978 році закінчив кінофакультет Київського театрального інституту.
З 1978 року — режисер студії «Укртелефільм».
У 1982 році — став членом Спілки кінематографістів України. У 1985 — Сілки журналістів.
У 2002 році отримав звання «Заслужений діяч мистецтв України».
З 2004 року — головний режисер Державної телерадіокомпанії «Культура».
Помер у березні 2008 року.
Посмертно — вийшла збірка «Городские сонеты», у якій зібрані російські і українські вірші Василенка.

## Творчість
Автор більше ніж сотні документальних фільмів. Зокрема, стрічка «І маленький карнавал наприкінці року…» у 1982 році отримала головний приз Кінофестивалю дитячих і юнацьких фільмів у Івано-Франківську; «Ладо» — у цьому ж році — головний приз Всесоюзногро фестивалю телевізійних фільмів у Єревані; «Валізка» — у 1987 році — головний приз і золоту медаль Всесоюзного кінофестивалю спортивних фільмів у Ашхабаді; «Окрема ухвала у справі «N» — у 1990 році — приз журі кінофестивалю «Молодість».
У 1987 році зняв художній фільм «Шанс». 
У 1988 році — документальний фільм «Марія Капніст. Три свята», присвячений акторці Марії Капніст. 
У 1990 — художній фільм «Портрет» і двосерійнний фільм-драму про життя Катерини Білокур «Буйна» за сценарієм Валентини Лебедєвої. 
У 1991 — зняв фільм «Киценька».
У 1992 — за власним сценарієм зняв мелодраму «Натурник».
У 1993 — за сценарієм, написаним спільно з Леонідом Слуцьким, — «Їхати, значить їхати, або Євреї, будьмо!». 
У 1994 — «Українські відьми, а також інша нечиста і чиста сила».
У 1995 — «З мороку тисячоліть».
У 1996 — документально-публіцистичний фільм «Вигнання з Раю», який демонструвався на Днях українського кіно у Франції.
У 1998 році — за власним сценарієм зняв кримінальний 10-серійний телесеріал «Посмішка звіра».
Започаткував цикли документальних фільмів-портретів «На кому світ тримається?..», а також телепрограм — «Знімалося кіно...» і «Лунала пісня...».
Фільми 2000–2004 років відзначені нагородами на Міжнародних фестивалях «Вітер мандрів» (Херсон) та «Разом» (Ялта) і Всеукраїнському фестивалі «Калинові острови» (Коблево).

## Зразки поезії
Сон 

А снилося,

Що був рабом

І ланцюгом

Залізним скутий

Під злим хазяйським батагом

Стогнав і плакав.

Добрі люди

Ходили мовчки.

І навкруг,

Мов блиск воронячого пір'я,

Мільон засмаглих,

Чорних рук

Хитала спеки люта хвиля.

Я продававсь,

Як хліб,

Як сіль,

Мене уважно розглядали

Скупі, нахабні покупці

Та скинуть ціну вимагали

Мого хазяїна. А я

Стояв у відчаї й знемозі

І рідна, скривджена земля

Приймала тихі мої сльози.

Направо – раб,

Наліво – раб,

Неначе дві великі скелі,

Вели тужливо пісню зрад.

Прокляття

Власної

Оселі.

А я мовчав.

Один мовчав –

Мої пісні були німії…

І, раптом,

Тихо хтось спитав:

«А це чий раб?

І що він вміє?»

«Гультяй!»- хазяїн відповів,

На мене зиркнувши сердито.

А я нічого не умів,

І не бажав

Ніщо

Робити…

Карпатський мотив 

Приходить ранок у Карпати

Благословенна Божа мить.

Гуцульська смерекова хата,

Як лялечка, в горах стоїть.

Гуцул отару випасає

Парує травами земля.

Він славить Бога і не знає,

Що тінь від лютого Кремля.

Вже наближається до нього

Невідворотня і сумна.

Він славить Долю,

Славить Бога,

Стоїть, щасливий, у вікна.

Чи все гаразд в твоїй оселі,

Веселий і щасливий газд?

Як біло вибілені стелі –

Чи значить це, що все гаразд?

Твій ранок ліг на підвіконня,

Мов на небіжчика чоло.

Та з підвіконня сині коні

Ревуть, стрибають за село.

І не натрапивши на скелю

З прокльоном тануть у багні.

Чи все гаразд в твоїй оселі,

Скажи, щасливий газд, мені…

Бажання

Люди ламали

Соняхи

А я стояв

Та мовчав.

Люди ламали

Соняхи

А я стояв

І бажав:

Хитаючись над роками,

Співаючи нетутешніх пісень,

Вхопити сонце руками

І втримувати цілий день.

А коли

Зануриться вечір

У куряву

Бититих доріг,

Простягнути

Руки обпечені

До соняхів,

Які

Не зберіг.

Слово на мітингу 22 травня

Де найімперніша

З імперій

Під зліт

Червоної зорі,

Під регіт

Сталіних і берій

Криваві гострить

Пазурі,

Де замість

Зойку

В небо линуть

Пісні

Мажорні

Та гучні,

Там твоя мати

Україна

Згвалтована

Лежить

В багні!

Тебе чужа

Зігріла хата.

Ти мрієш

«Жіть і нє тужіть».

А Україна

Рідна мати

Згвалтована

В багні

Лежить!

Ти скорений!

Ти раб!

Ти бидло!

Не українець -

Ма-ло-рос!

Ти маєш темряву за світло,

За спеку маєш ти мороз.

Тож, схаменися,

Сине клятий!

Опам'ятайся,

Хоч на мить…

Це ж Україна,

Твоя мати

Згвалтована

В багні

Лежить!

Тож висій восени ярину,

І жито висій навесні.

Аби ніколи

Україна

Вже не лежала

У багні.

Ні,

Ти не раб!

Ти син козацький!

Звитяги

Й перемоги син.

Палає,

Кличе

Шлях Чумацький.

## Фільмографія художніх стрічок
Режисер:
- 1998 — «Посмішка звіра»
- 1995 — «З мороку тисячоліть»
- 1994 — «Українські відьми, а також інша нечиста і чиста сила»
- 1993 — «Їхати, значить їхати, або Євреї, будьмо!».
- 1992 — «Натурник»
- 1991 — «Киценька»
- 1990 — «Портрет»
- 1990 — «Буйна»
- 1987 — «Шанс»

Сценарист:
- 1998 — «Посмішка звіра»
- 1993 — «Їхати, значить їхати, або Євреї, будьмо!» (у співавторстві з Леонідом Слуцьким)
- 1992 — «Натурник»

Актор:
- 1998 — «Посмішка звіра» (епізод)
- 1989 — «Хочу зробити зізнання» (епізод)

## Вшанування пам'яті
- У 2020 році на телеканалі «Глас» вийшла 34-хвилинна програма «Віктор Василенко. Вінок споминів», присвячена Василенку[3].